# Врело (печери)
Врело (мак. Врело) — дві печери (підводна та надводна) поблизу міста Скоп'є, Північна Македонія. 
Глибина печери сягає 230 метрів, що в даний час робить її найглибшою підводною печерою на Балканах і другою найглибшою в Європі, проте глибина не повністю досліджена. Врело вважається однією з найглибших підводних печер в Європі та світі.

## Опис
Підводна печера Врело розташована в каньйоні Матка з правого боку річки Треска. Печера — це система двох печер, одна зверху (називається Врело), а одна під водою (під назвою Подврело) та озеро. Стеля — справжній «дощ» сталактитів і не менш дивовижна кількість стовпів. Особливо вражають «близнюкові колони», які сягають висотою близько 6 метрів і мають білий кристалічний колір. 
У глибині печери є два озера, мале та велике, зі своїм так званим російським пляжем. Пляж отримав таку назву через те, що серед перших тут купалися російські пілоти, зайняті в македонській авіації. Маленьке озеро має форму цифри 8. У найширшій частині мале озеро має ширину 8 м, а довжина і глибина становить 15 метрів, а велике озеро має довжину 35 м, ширину 15 м і глибину 15-18 м. Наявність сталактитів у воді приводить до висновку, що раніше в печері не було води. Цей висновок підтверджує спелеолог і повідомляє, що озера були створені після побудови водосховищ на річці Матка в 1936 році. 
У печері є також так званий «концертний зал», з лівого боку якого є «письмові камені». Це система знаків, можливо для листа, для розшифрування та інтерпретації якого потрібна експертна допомога. 
У печері можна побачити кажанів.

## Відвідування печер
До печери Врело організований транспорт на човнах, подорож триває близько 20 хвилин. Човен зупиняється на спеціально виготовленій платформі, а потім підходить до входу в печеру. Відразу біля входу є «концертний зал», а зліва — «письмові камені». Центральний простір займає сталактитова «щіпка» (два метри заввишки), відповідно до якої називається друга зала, а потім йде третя зала (зала озер).

## Галерея

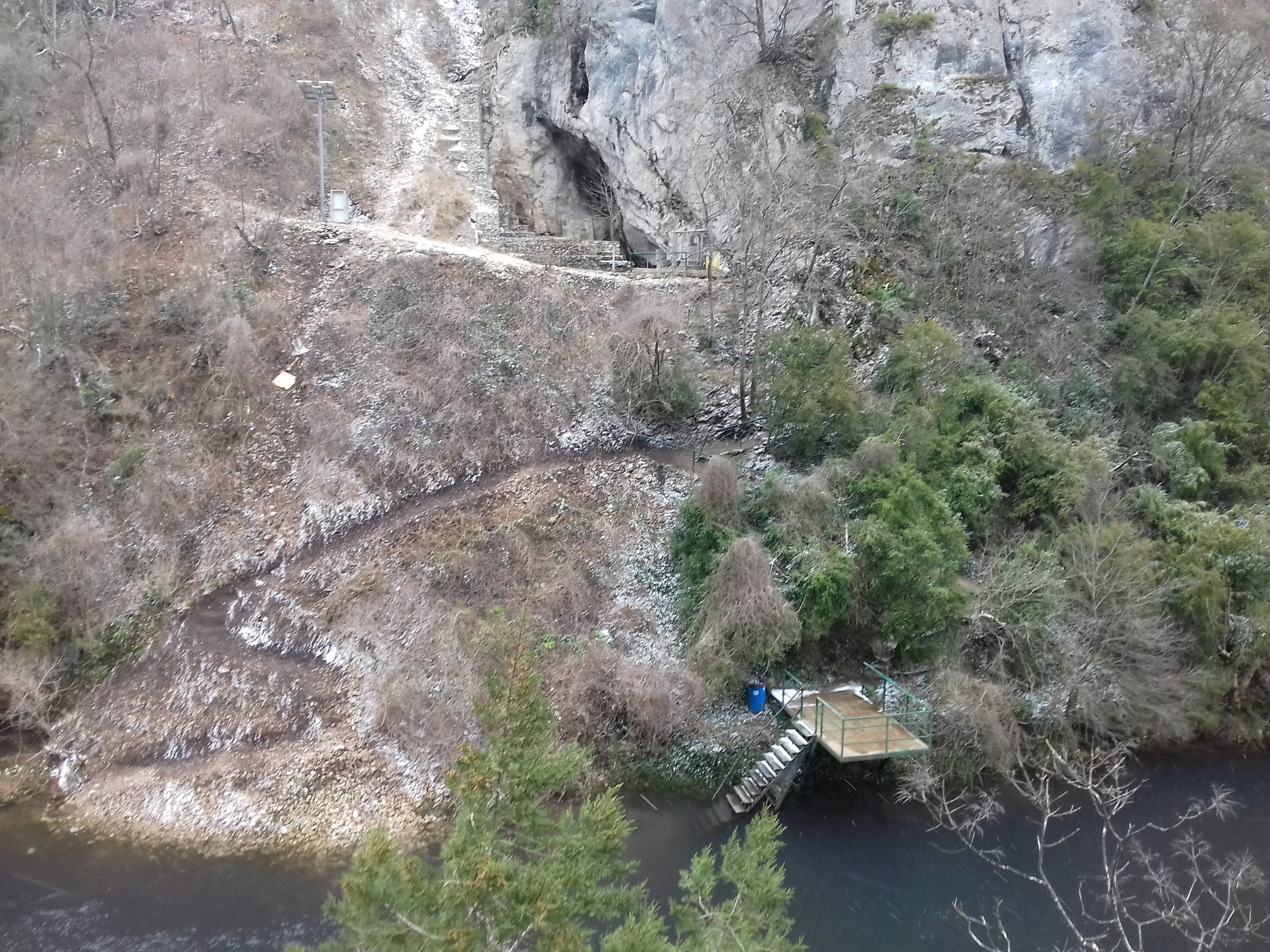
Вхід до печери
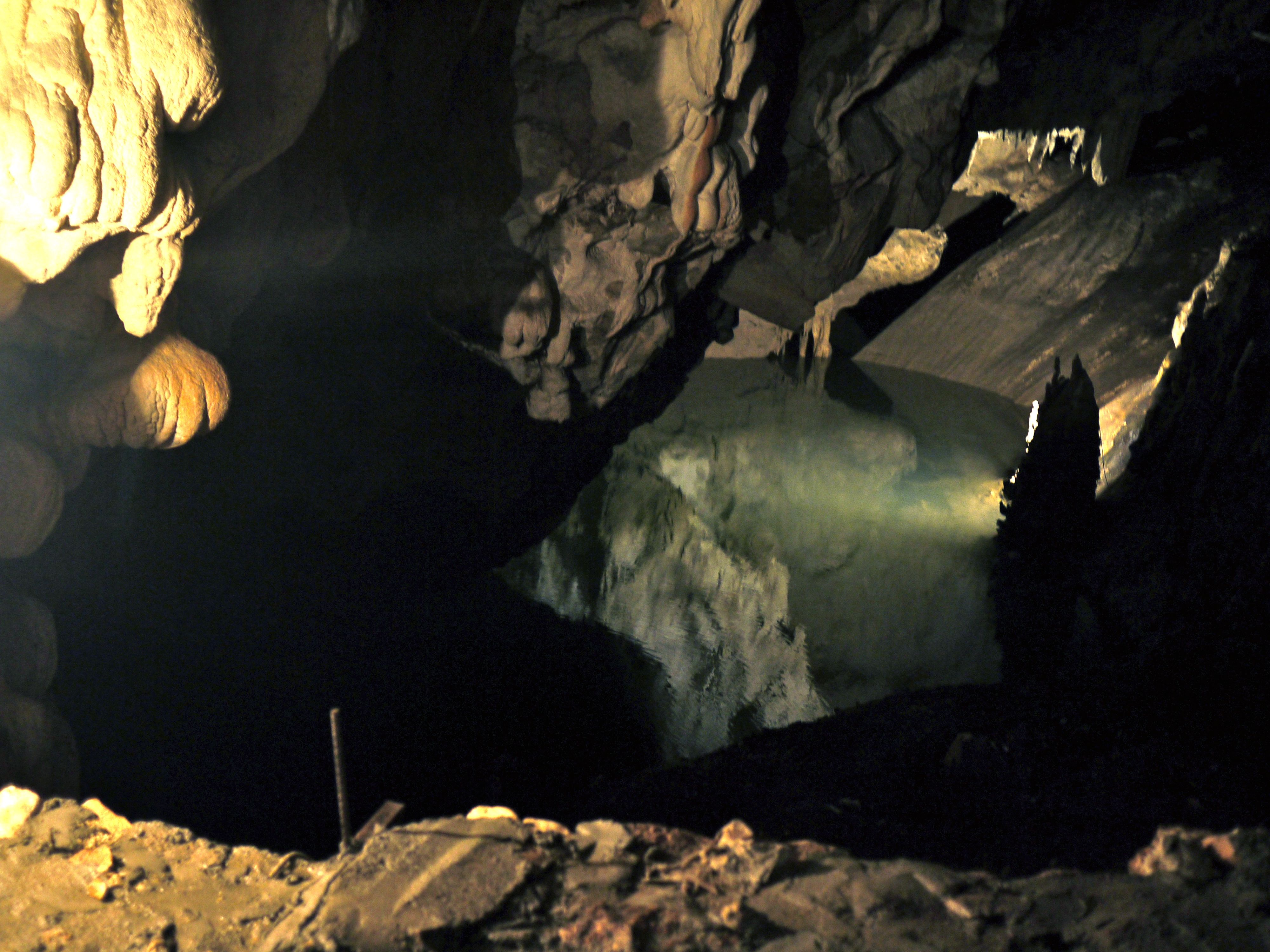
Озеро в печері
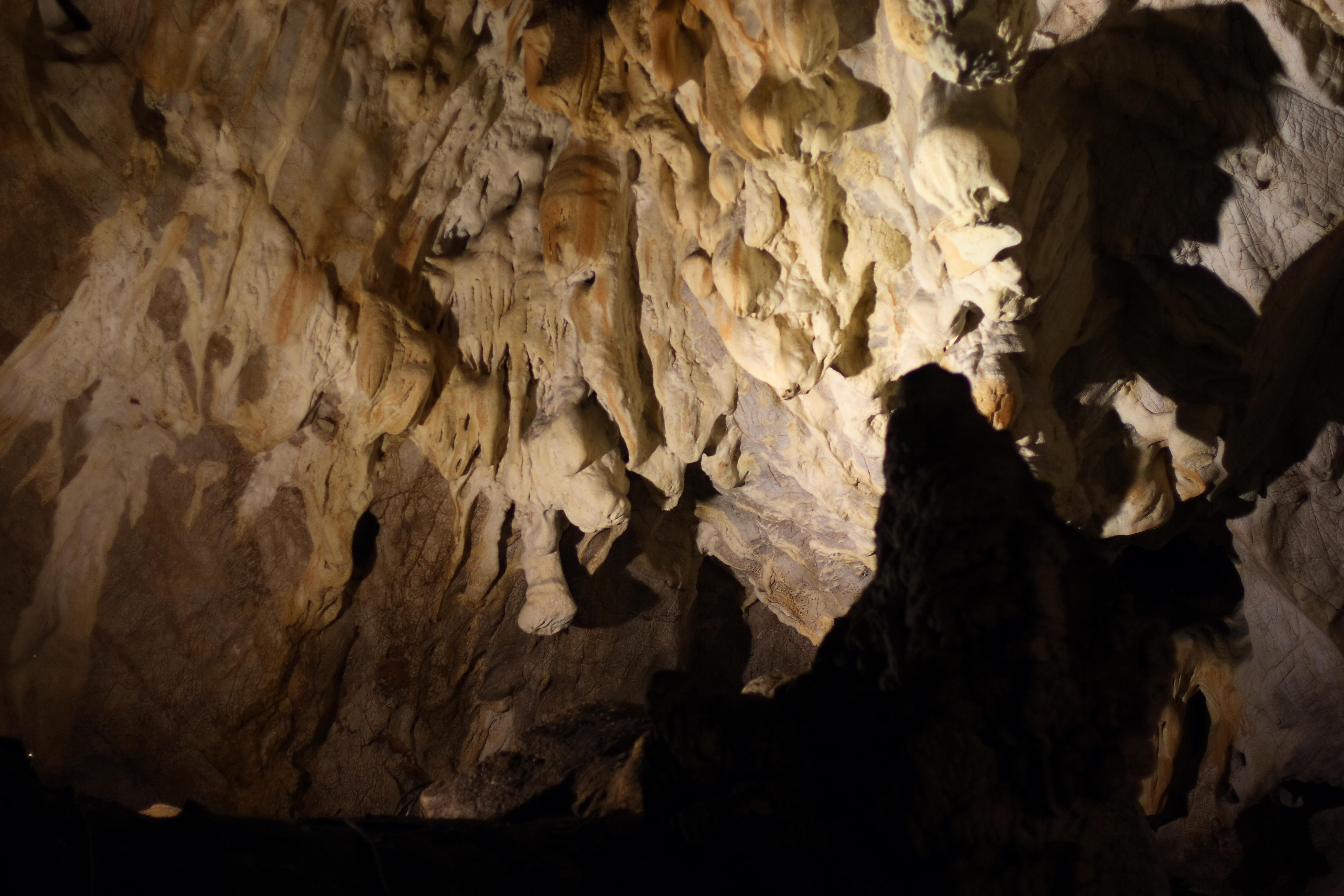
Візерунки
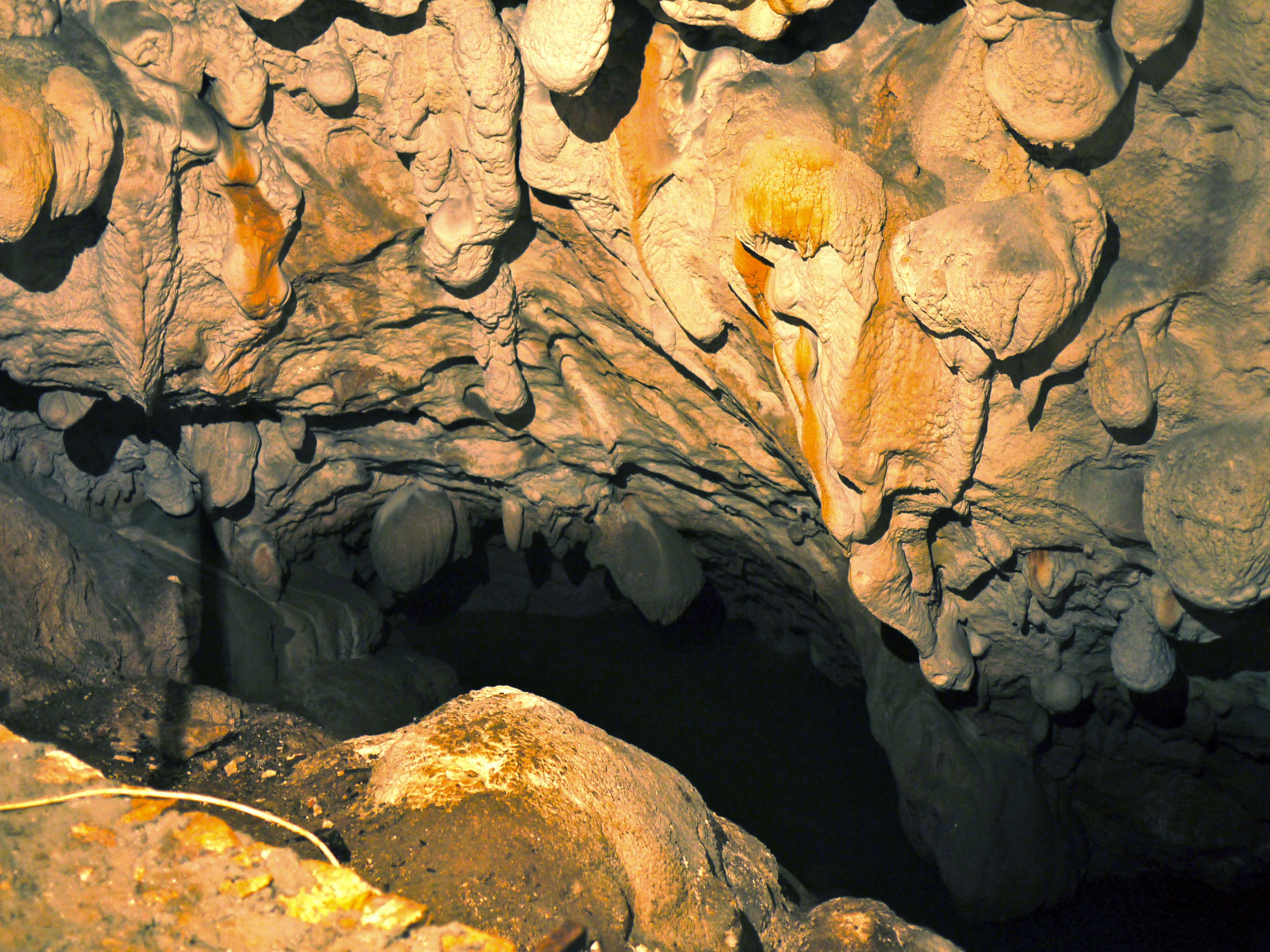
Візерунки
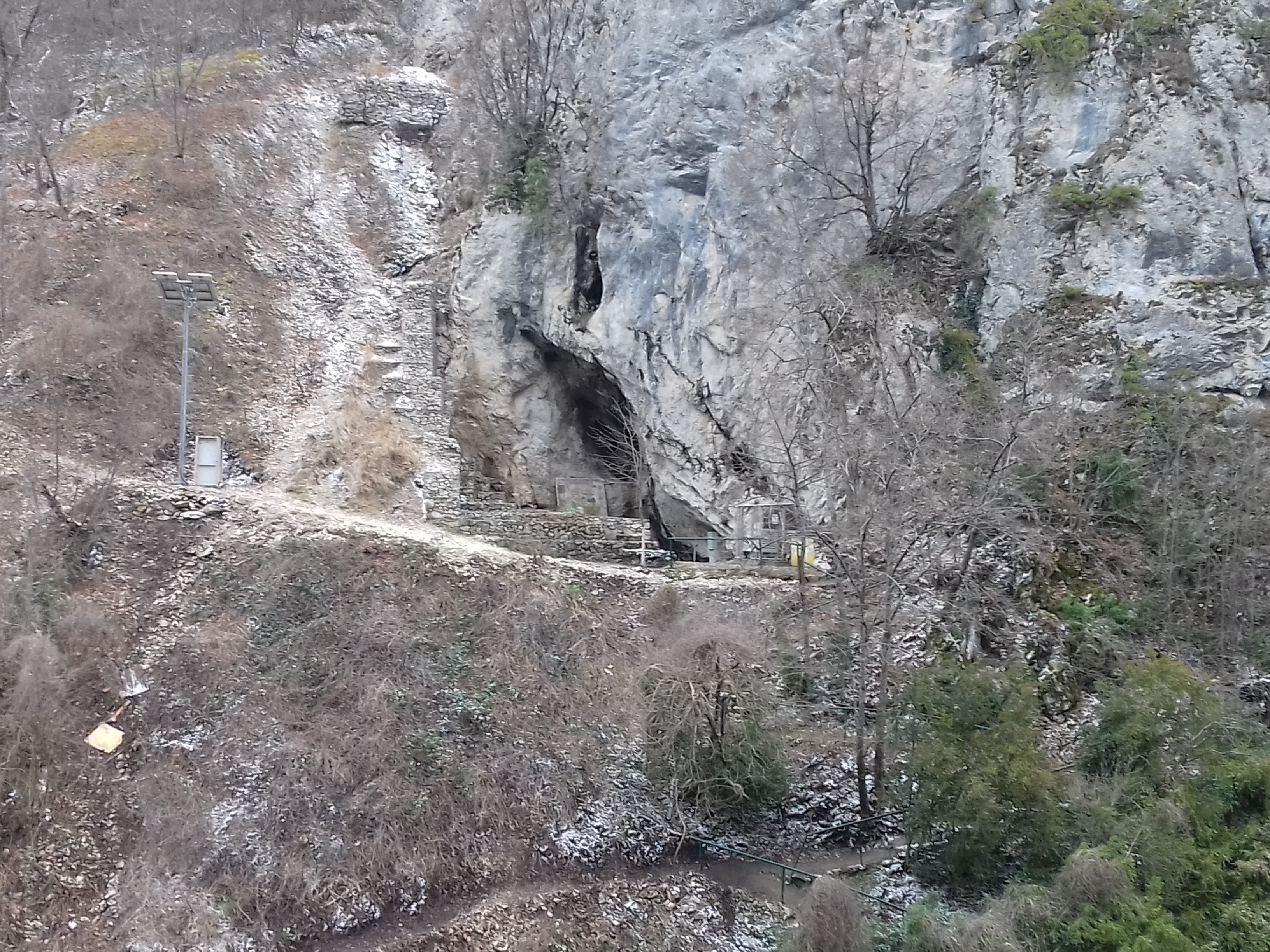
Головний вхід
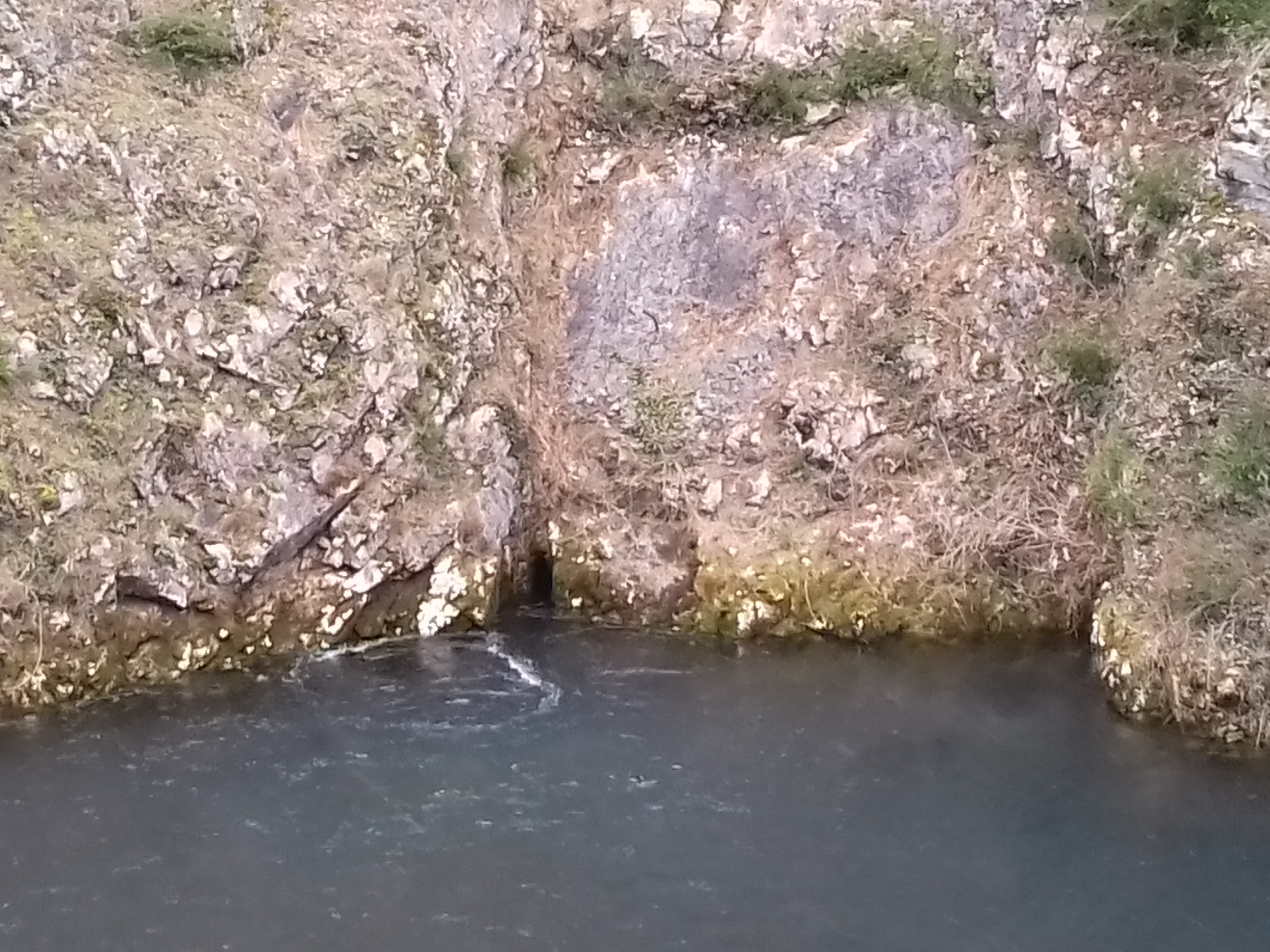
Вхід із води
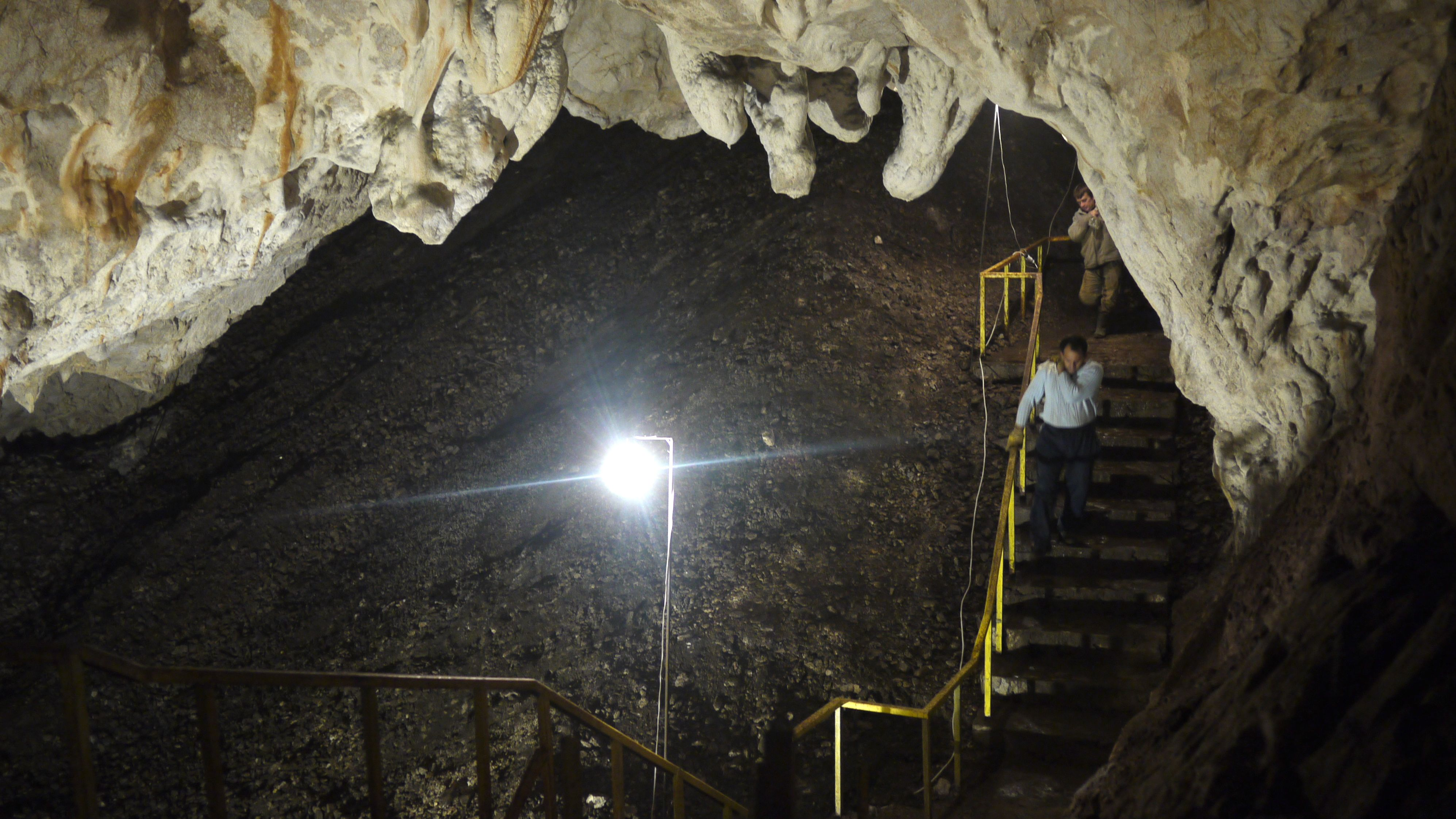
Сходи у печері
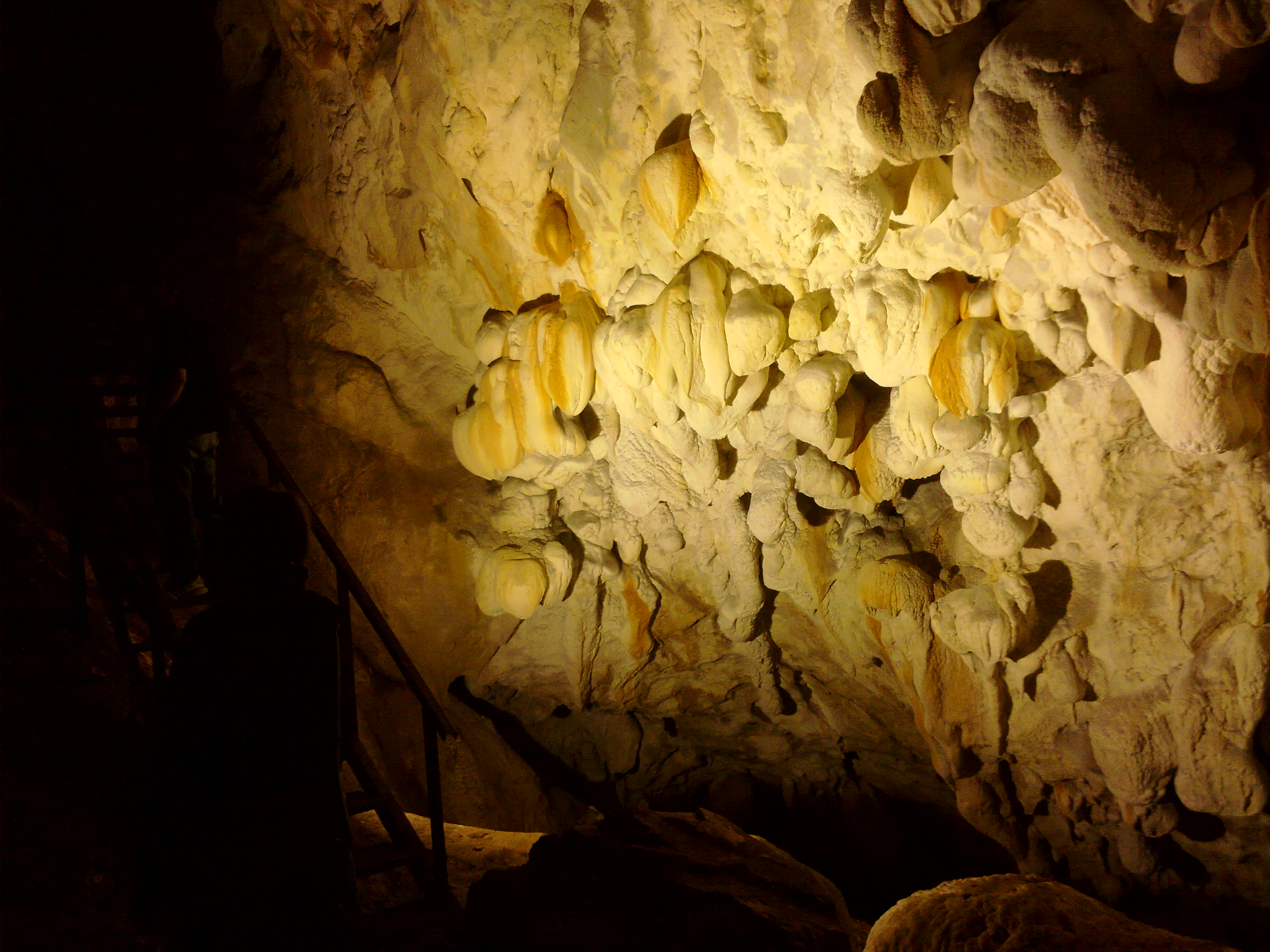
Візерунки
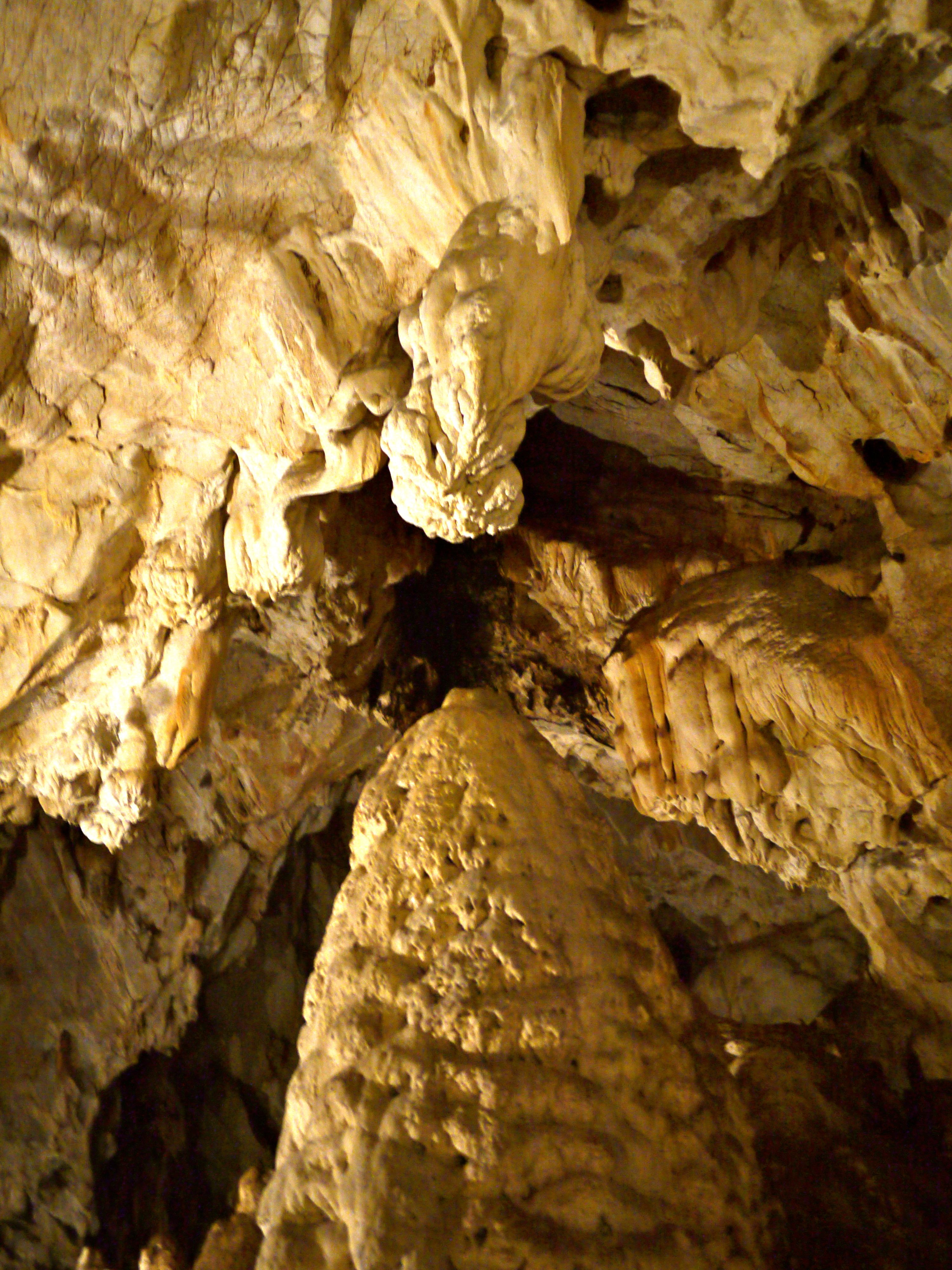
Сталагміти
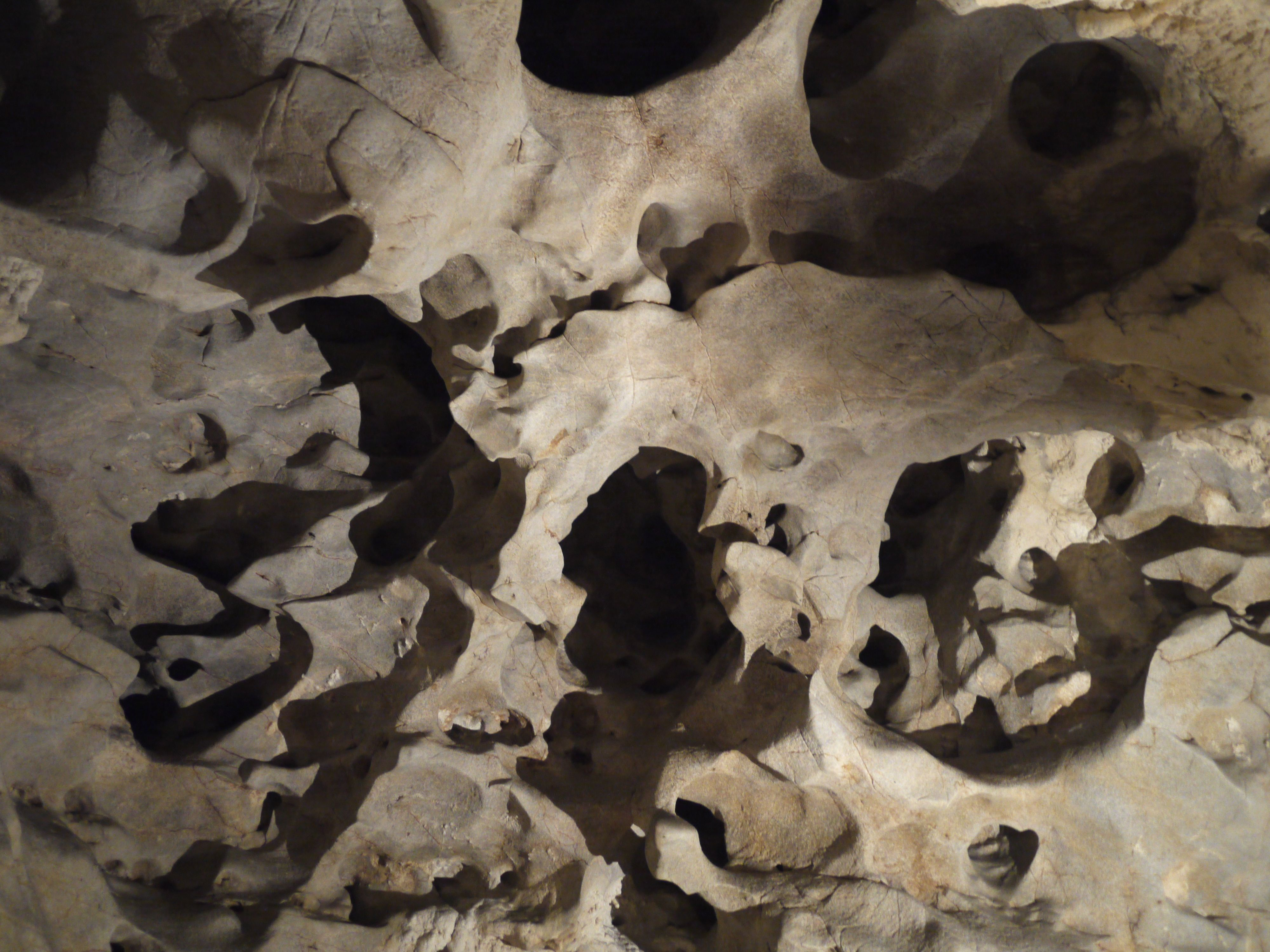
Стеля у печері
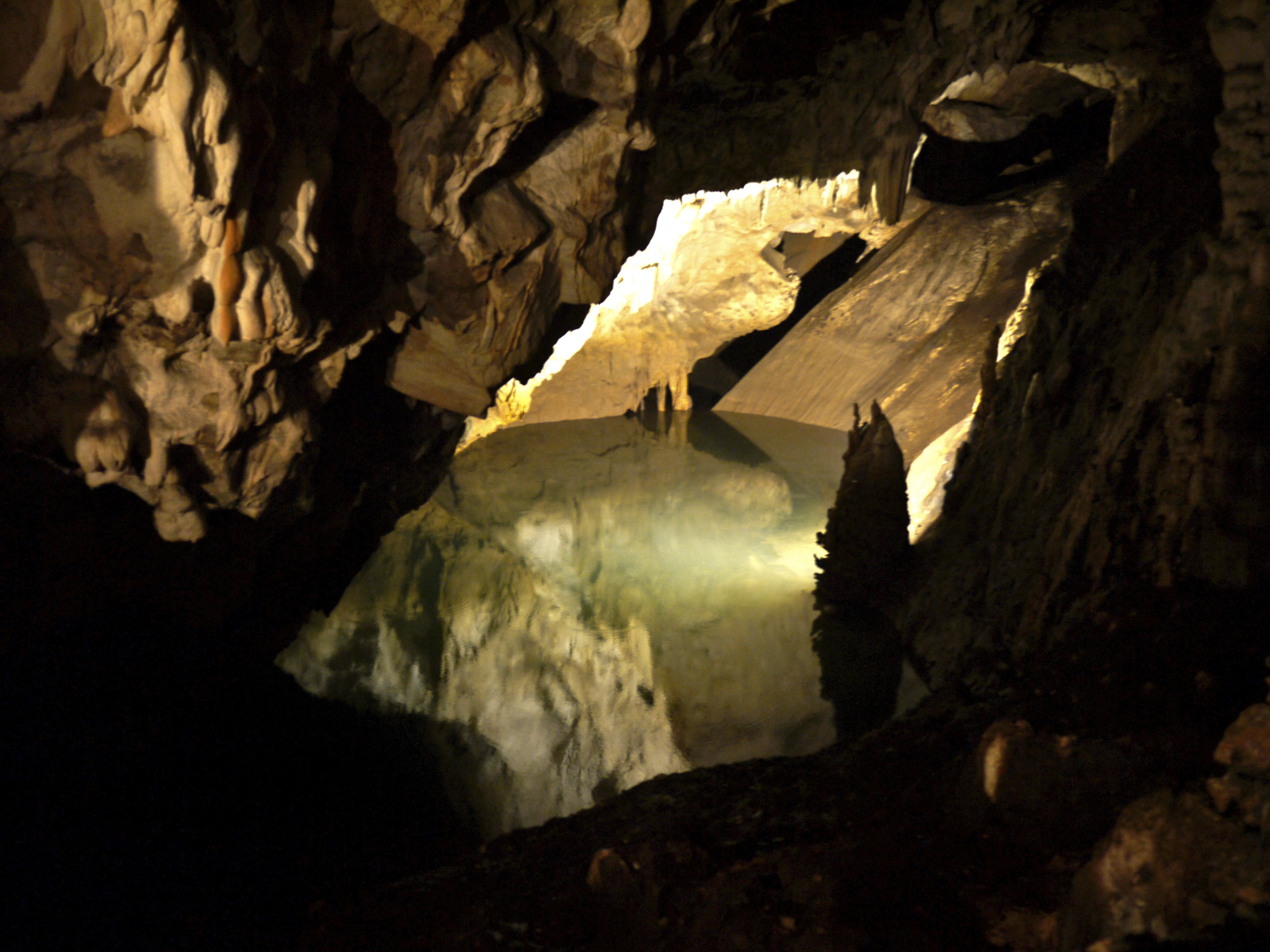
Озеро
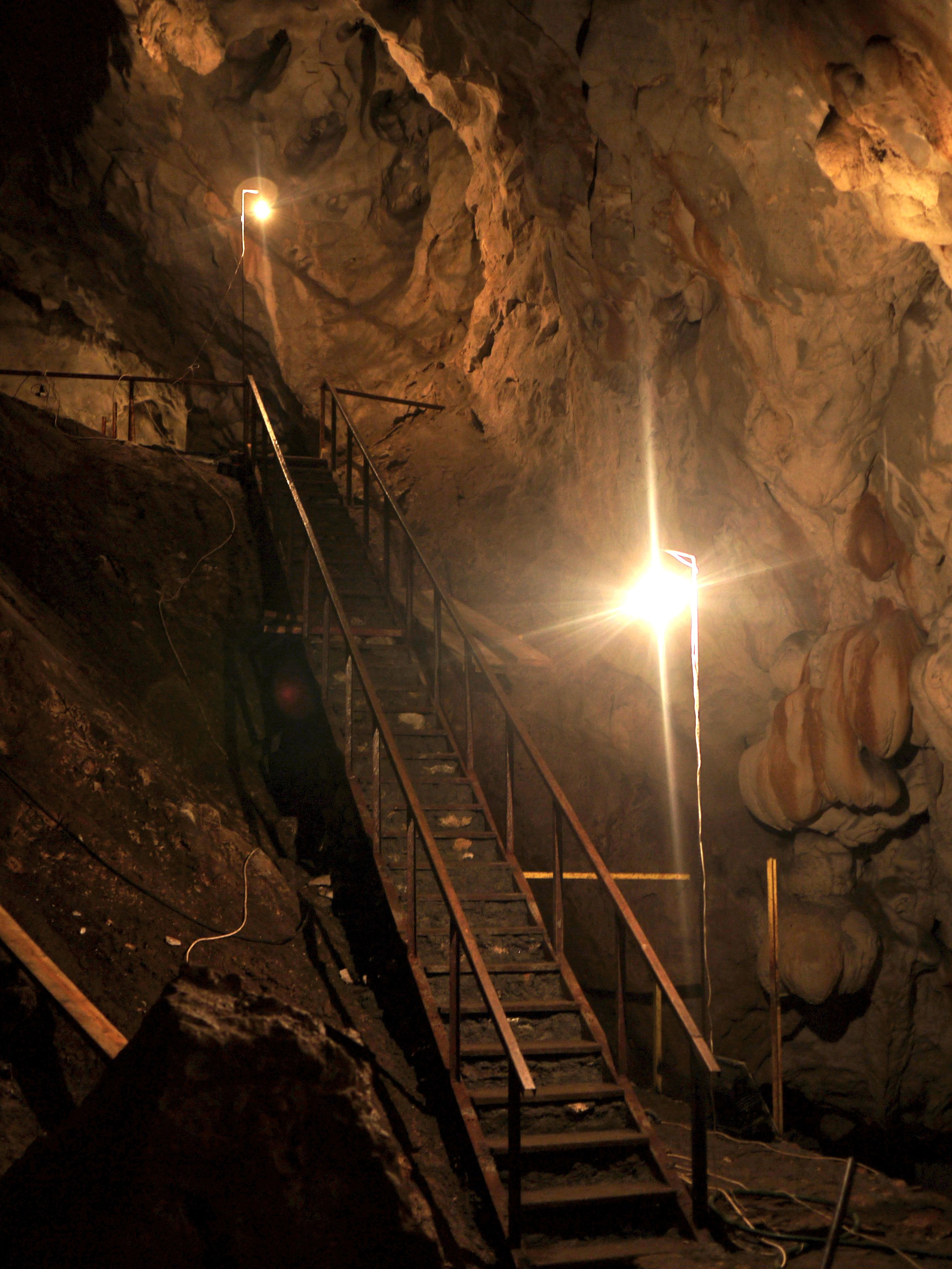
Сходи всередині печери